# Claus Vogt (Bankmanager)
Claus Vogt (* 1963) ist ein deutscher Bankmanager und Publizist.

## Leben
Claus Vogt studierte Betriebswirtschaftslehre an der Universität Frankfurt am Main und beendete das Studium 1990 als Diplom-Kaufmann. Anschließend war er als Berater bei mehreren Banken tätig. Zuletzt als Leiter Research der Berliner Effektenbank. 2010 gründete er die Aequitas Capital Partners GmbH, einer auf vermögende Privatanleger und institutionelle Investoren spezialisierten Vermögensverwaltung. 2004 war er mit Roland Leuschel Autor des Bestsellers Das Greenspan-Dossier. Wie die US-Notenbank das Weltwährungssystem gefährdet, oder: Inflation um jeden Preis. Das Buch erschien 2005 auch auf Französisch und Niederländisch. Mit Die Inflationsfalle veröffentlichten Leuschel und Vogt in 2009 ihren zweiten gemeinsamen Bestseller, in dem sie nicht weniger kritisch als zuvor mit Alan Greenspan nun mit dessen Nachfolger Ben Bernanke ins Gericht gingen. Zusammen mit Roland Leuschel schreibt er auch den Börsenbrief Krisensicher Investieren.

## Autor
Claus Vogt ist Chefredakteur der Börsenpublikation Krisensicher Investieren und Autor des libertären Monatsmagazins Eigentümlich frei.

## Publikationen
- mit Roland Leuschel: Die Inflationsfalle. Retten Sie Ihr Vermögen! Wiley-VCH Verlag, Weinheim 2009, ISBN 978-3-527-50418-3.
- mit Roland Leuschel: Das Greenspan-Dossier. 3. Auflage. FinanzBuch-Verlag, München 2006, ISBN 3-89879-184-X.
- mit Roland Leuschel: Die Wohlstandsvernichter. Wie Sie trotz Nullzins, Geldentwertung und Staatspleiten Ihr Vermögen erhalten. FinanzBuch-Verlag, München 2019, ISBN 978-3-89879-896-9.